# Kropsudsmykning
Kropsudsmykning er et samlet udtryk for en ændring af kroppen på en måde, der for brugeren virker som kunst. Dette kan være bemaling af kroppen bodypaint (ikke blivende), tatoveringer, piercing, brændemærkning og scarification (ar).
Kropsudsmykning kendes i næsten alle kulturer, og så vidt vides er mennesket den eneste art, her på kloden, der bruger kropsudsmykning.[kilde mangler]